# Drimiopsis rosea
Drimiopsis rosea är en sparrisväxtart som beskrevs av Auguste Jean Baptiste Chevalier. Drimiopsis rosea ingår i släktet Drimiopsis och familjen sparrisväxter. Inga underarter finns listade i Catalogue of Life.